# Currie Graham
Pour les articles homonymes, voir Graham.
Currie Graham, né le 26 février 1967, à Hamilton (Ontario, Canada), est un acteur canadien anglophone.

## Biographie
Currie Graham est né le 26 février 1967, à Hamilton (Ontario, Canada).
Actuellement, il réside à Los Angeles, en Californie, avec sa femme et sa fille.

## Carrière
Currie Graham commence sa carrière en 1992 dans un épisode de New York, police judiciaire, sur le grand écran en 1993 dans le film Money for Nothing de Ramón Menéndez.
En 1994, il joue dans Amateur d'Hal Hartley et dans la série Lonesome Dove.
Il se fait connaître du grand public avec son rôle dans New York Police Blues à partir de 1997, il apparaît la même année dans Urgences.
Entre 1998 et 2000, on le retrouve dans des séries comme : Players, les maîtres du jeu, Strange World, ou encore Le Damné.
L'acteur poursuit sa carrière sur le petit écran principalement et on peut le voir dans 24 Heures chrono, Division d'élite, FBI : Opérations secrètes, Monk, Les Experts : Miami, etc.
En 2005, il obtient un rôle dans Dr House et Boston Justice, ainsi que dans le film Assaut sur le central 13 de Jean-François Richet.
En 2006, il joue dans plusieurs épisodes de Desperate Housewives, où il incarne Ed Ferrara le patron de Lynette Scavo.
Entre 2007 et 2010, il est présent uniquement sur le petit écran dans Esprits criminels, Ghost Whisperer, Mentalist, Castle, ou encore Weeds.
Il revient au cinéma en 2011 dans le film Braquage à New York, aux côtés de Vera Farmiga et obtient des rôles dans Los Angeles, police judiciaire, Suits : Avocats sur mesure et Grimm.
En 2012, il joue dans Hitchcock de Sacha Gervasi, Drop Dead Diva, Arrow, Fringe et NCIS : Los Angeles (entre autres).
En 2014, il interprète le Dr Edwards dans le film d'horreur Cabin Fever 3, il joue également dans Pompéi de Paul W. S. Anderson, Dallas, Saving Hope et il obtient un rôle régulier cette même année dans First Murder qui s'achève en 2016.
En 2016, il joue dans la seconde (et dernière) saison d'Agent Carter, fait un tour lors d'un épisode dans Westworld et joue aux côtés de Nicolas Cage dans USS Indianapolis.
En 2017, il est présent durant quelques épisodes de la série Ten Days in the Valley, ainsi que du film Blackmail d'Antony J. Bowman.

## Filmographie

### Cinéma
- 1993 : Money for Nothing de Ramón Menéndez : Dunleavy
- 1994 : Amateur d'Hal Hartley : Store Clerk
- 1994 : Trust in Me de Bill Corcoran : Dylan Gray
- 1996 : Portraits of a Killer de Bill Corcoran : Wade Simms
- 1997 : One of Our Own de David Winning : Détective Peter La Pierre
- 1999 : The Arrangement de Michael Ironside : Détective Peter La Pierre
- 1999 : Black Light de Michael Storey : Larry Avery
- 2002 : Station sauvage (Edge of Madness) d'Anne Wheeler : Dr. Jenkins
- 2002 : Hip, Edgy, Sexy, Cool de Robert B. Martin Jr. et Aaron Priest
- 2002 : Angels Crest de J. Michael Couto : Richard
- 2004 : Rancid (en) de Jack Ersgard : Crispin Klein
- 2005 : Assaut sur le central 13 (Assault on Precinct 13) de Jean-François Richet : Kahane
- 2011 : Braquage à New York (Henry's Crime) de Malcolm Venville : Simon
- 2012 : Hitchcock de Sacha Gervasi : Flack
- 2014 : Cabin Fever 3 de Kaare Andrews : Dr. Edwards
- 2014 : Kiss me (en) de Jeff Probst : Dr. Craig
- 2014 : Pompéi de Paul W.S. Anderson : Bellator
- 2016 : Havenhurst (en) d'Andrew C. Erin (en) : Mike
- 2016 : USS Indianapolis (USS Indianapolis: Men of Courage) de Mario van Peebles : Capitaine Ryan
- 2017 : Blackmail d'Antony J. Bowman : Bollinger
- 2021 : Born a Champion (en) d'Alex Ranarivelo : Burchman

### Télévision
Séries télévisées
- 1992 : New York, police judiciaire : Mitchell Burkitt
- 1994 : Lonesome Dove : Un déserteur
- 1996 : Nash Bridges : Kevin
- 1997 : Urgences (ER) : James
- 1997 : Flic de mon cœur (The Big Easy) : Ted Rogers
- 1997 - 2005 : New York Police Blues (NYPD Blue) : Lieutenant Thomas Bale / Frankie Lankersheim
- 1998 : Pacific Blue : Chad Brancato
- 1998 : Players, les maîtres du jeu (Players) : Roy 'Jericho' Hallicky
- 1998 : Le Damné (Brimstone) : Détective William Kane
- 1998 : L.A. Docs : Jay Johnson
- 1999 : Strange World : Malcolm Baine
- 1999 - 2000 : Susan! : Nathan "Nate" Knarboski
- 2001 : Philly : Hank Tyler
- 2001 - 2006 : Les Experts (CSI : Crime Scene Investigation) : Willy Cutler / Stanley Hunte
- 2002 : Body & Soul (9 ép.) : Quinten Bremmer
- 2002 : 24 Heures chrono (24) : Ted Cofell
- 2002 : Amy : Mr Simmons
- 2002 : Division d'élite (The Division) : Peter Sarkin
- 2002 : Witchblade : Carl Dalack
- 2003 : Peacemakers : Linus Turrow
- 2003 : FBI : opérations secrètes (The Handler) : George
- 2004 : Agence Matrix (Threat Matrix) : Agent Daley
- 2004 : Monk : Harold Maloney
- 2004 : Les Experts : Miami (CSI : Miami) : Robert Mackenzie
- 2004 : The Practice : Donnell et Associés (The Practice) : Sheldon Modry
- 2004 : Le Drew Carey Show (The Drew Carey Show) : Russell
- 2005 : Over There : Caporal Shaver
- 2005 - 2006 : Dr House : Mark Warner
- 2005 - 2007 : Desperate Housewives : Ed Ferrara
- 2007 : Would Be Kings : Patrick Lahane
- 2008 : The Capture of the Green River Killer : Capitaine Norwell
- 2008 : Raising the Bar : Justice à Manhattan : Nick Balco
- 2008 : Esprits Criminels (Criminal Minds) : Viper
- 2009 : Lie to Me : Eric Kuransky
- 2009 : Ghost Whisperer : Le Chant du cygne : Rick Hartman
- 2010 : Mentalist : Walter Mashburn
- 2010 : Castle : Stanford Raynes
- 2010 : The Closer : L.A. : Enquêtes prioritaires (The Closer) : Paul Ryder
- 2010 : Weeds : Vince
- 2010 : The Line : Jack Sutton
- 2010 : Private Practice : Ryan Mason
- 2011 : Facing Kate : John Marsden
- 2011 : Chaos : Fuller
- 2011 : Los Angeles, police judiciaire (Law & Order : Los Angeles) : Max Hearn
- 2011 : Suits : Avocats sur mesure (Suits) : le juge Donald Pearl
- 2011 : Grimm : Frank Rabe
- 2012 : House of Lies : Grant Stevens
- 2012 : Fringe : Jim Mallum
- 2012 : NCIS : Los Angeles : Agent Roger Clarke
- 2012 : La loi selon Harry (Harry's Law) : Détective Lance Johnson
- 2012 : The Exes : Brett
- 2012 : Drop Dead Diva : Simon Grundy
- 2012 : Arrow : Derek Reston
- 2013 : The Glades : Pruitt Wolcott
- 2013 : Franklin & Bash : Kirk
- 2013 : Grey's Anatomy : Greg
- 2014 : Dallas : Stan / Stanley Babcock
- 2014 : Saving Hope : Dr Thor Macleod
- 2014 - 2016 : First Murder : Mario Siletti
- 2015 : Mad Men : Mike Sherman
- 2015 : Con Man : Emcee
- 2015 - 2016 : Longmire : Kevin Morris
- 2016 : Agent Carter : Calvin Chadwick
- 2016 : Westworld : Craig
- 2017 : Ten Days in the Valley : Henry Vega
- 2018 : The Rookie: Le flic de Los Angeles : Ben McRee
- 2019 : Titans : Stu
- 2020 : Cardinal : Audrey Nealon
- 2022 : Reacher

Téléfilms
- 1993 : Nuit sauvage (Survive the Night) de Bill Corcoran : Dunleavy
- 1994 : Hostage for a Day de John Candy : Hondo
- 1995 : Falling for You d'Eric Till : Détective Colton
- 1996 : À la recherche de la vie (A Stranger to Love) de Peter Levin : Jimmy
- 1999 : Behind the Mask de Tom McLoughlin : Geller
- 1999 : The Wonder Cabinet de Ralph Hemecker : Dr. Kevin Spitz
- 2003 : These Guys de Gary Halvorson : Tom
- 2003 : 111 Gramercy Park de Bill D'Elia : Ken Wilton
- 2003 : Cowboys and Indians : The J.J. Harper Story de Norma Bailey : Constable Robert Cross
- 2005 : Deal de Barnet Kellman
- 2006 : The Accidental Witness de Kristoffer Tabori : Victor Sandeman
- 2006 : Pour sauver ma fille (Augusta, Gone) de Tim Matheson : John
- 2006 : A.K.A. de Kevin Rodney Sullivan : Capitaine Mayhew
- 2007 : Meurtre sur rendez-vous (By Appointment Only) de John Terlesky : Jake Brenner
- 2007 : Elijah de Paul Unwin : Gary Filmon
- 2008 : Stargate : L'Arche de vérité de Robert C. Cooper : James Marrick
- 2010 : Écran de fumée (Smoke Screen) de Gary Yates : Raley Gannon